# Jill Scott (football)
Pour les articles homonymes, voir Jill Scott et Scott.
Jill Scott, née le 2 février 1987 à Sunderland, est une ancienne joueuse anglaise de football qui a évolué au poste de milieu de terrain. Elle a été internationale anglaise et a notamment remporté le Championnat d'Europe en 2022 avec sa sélection.

## Biographie

### En club
En club, Jill Scott commence sa carrière au Sunderland WFC en 2004. 
Elle est élue joueuse de l'année en Angleterre par ses paires en 2008.
Elle a passé une grande partie de sa carrière à Everton FC et ensuite à Manchester City où elle remporte notamment le championnat en 2016. En manque de temps de jeu, elle est prêtée à Everton en 2021 et l'année suivante à Aston Villa. 

### En sélection
Scott participe avec la sélection anglaise à la Coupe du monde de football féminin 2007, y inscrivant son premier but international face à l'Argentine. 
Elle joue la Coupe du monde de football féminin 2011, marquant deux fois, lors d'un match de groupe remporté face à la Nouvelle-Zélande et lors du quart de finale perdu contre la France. Elle est aussi présente au Championnat d'Europe de football féminin 2009, où les Anglaises sont finalistes.
Elle est sélectionnée parmi l'effectif britannique des Jeux olympiques 2012.
Elle remporte l'Euro 2022 avec sa sélection, une première historique. Elle annonce peu après sa retraite, à 35 ans.

## Palmarès

### En club
Manchester City
- WSL1 en 2016
- WSL Cup en 2016
- Coupe FA en 2017 et 2019

### Sélection
Équipe d'Angleterre
- Vainqueur du Championnat d'Europe : 2022

### Récompenses individuelles
- Membre de l'équipe type de WSL en 2014-15 et 2015-16 et 2016-2017.

## Extra-sportif
Elle annonce ses fiançailles avec sa compagne Shelly en 2020.
Elle a ouvert un coffee shop à Manchester avec sa compagne en 2021. Il est fréquenté par de nombreuses footballeurs et footballeuses dont Kevin De Bruyne et Jamie Redknapp,.
En novembre 2022 elle remporte la saison 22 de l'émission I'm a Celebrity… Get Me Out of Here!.